# Церква Введення в храм Пресвятої Богородиці (Вовків)
Церква Введення в храм Пресвятої Богородиці у Вовкові — дерев'яний храм УГКЦ, пам'ятка архітектури місцевого значення в селі Вовкові Солонківської громади Львівського району Львівської области України.

## Історія
Дерев'яна церква збудована 1702 року (фундатор Яків Остапець).
Станом на 1741 рік храм з дзвіницею були покриті ґонтом. З 1723 року зберігався антимінс від єпископа Атанасія Шептицького.
У 1847–1848 роках тривав ремонт дахів церкви і дзвіниці. 1904 року святилище храму розписане о. Василем Зацерковним. Під час Першої світової війни храм зазнав руйнувань. 1940 року святиню перекрили бляхою.
1962 року храм опинився без реєстрації. Богослужіння відновилися лише в 1989 році. Того року розпис церкви здійснив Микола Батіг спільно із сином (крім святилища).
2019 року за старання о. Петра Терлецького та греко-католицької громади храм з дзвіницею відновлювали і знову накрили ґонтом.
Від 1991 року в колишній плебанії діє Художньо-меморіальний музей Устияновичів.

## Парохи
- о. Дмитро Лозинський
- о. Теодор Горошкевич
- о. Іван Вішньовський (1765)
- о. Дмитро Кисілевський (1832—1835)
- о. Михайло Геровський (1835—1838)
- о. Микола Устиянович (1838—1841, адміністратор)
- о. Йосиф Лотоцький (1841—1845)
- о. Іван Яримович (1845—1846, адміністратор)
- о. Іван Левицький (1846—1847, адміністратор)
- о. Евстахій Меринович (1847—1848)
- о. Ефрем Глинський (1848—1857)
- о. Василь Целевич (1857—1866)
- о. Олександер Горинович (1866—1867, адміністратор; 1867—1891)
- о. Корнилій Малишевський (1892, адміністратор)
- о. Леонід Молчковський (1892—1893, адміністратор)
- о. Михайло Світенький (1893—1897)
- о. Петро Петриця (1897, адміністратор)
- о. Теодозій Кинасевич (1897—1904)
- о. Василь Зацерковний (1904—1905, адміністратор)
- о. Олександр Мійський (1905—1936)
- о. Михайло Волинець (1937—1944)
- о. Петро Терлецький